# Jan Stremmel
Jan Oliver Stremmel (* 24. September 1985 in Stuttgart) ist ein deutscher Journalist und Moderator.

## Werdegang
Jan Stremmel studierte Kunstgeschichte, Neuere Geschichte und Deutsche Literatur an der Ludwig-Maximilians-Universität München sowie an der Universität Santiago de Compostela in Spanien. Danach absolvierte er eine Ausbildung an der Deutschen Journalistenschule in München. Von 2013 bis 2015 moderierte er zusammen mit Vivian Perkovic das Wissensmagazin von EinsPlus WTF?! Wissen – Testen – Forschen.
Seit 2015 arbeitet er bei der Süddeutschen Zeitung im Ressort „Gesellschaft und Wochenende“. Für das Süddeutsche Zeitung Magazin schreibt er die Chartskolumne Hit, Hit, Hurra. 2015 erhielt er einen Dietrich-Oppenberg-Medienpreis der Stiftung Lesen für seinen Artikel Tippen wir noch richtig?, der auf jetzt.de erschienen war. Für seine Recherche über legal erhältliche K.-o.-Tropfen wurde er 2017 mit dem Dr.-Georg-Schreiber-Medienpreis der AOK sowie dem Publizistik-Preis der Stiftung Gesundheit ausgezeichnet. Seit 2015 ist er auch als Reporter für die Wissenssendung Galileo auf ProSieben tätig. Jan Stremmel lebt in Berlin.

## Werke
- Drecksarbeit. Geschichten aus dem Maschinenraum unseres bequemen Lebens. Knesebeck Verlag, München 2021, ISBN 978-3-95728-515-7.